# (467203) 2016 EY137
(467203) 2016 EY137 es un asteroide perteneciente al cinturón de asteroides, descubierto el 30 de mayo de 2008 por el equipo Spacewatch desde el Observatorio Nacional de Kitt Peak (Arizona, Estados Unidos).